# 北齐国
北齐国，中国商朝的一个诸侯国，公族为姜姓。
根據《山海經·大荒北經》記載，“有北齊之國，姜姓”。《路史》認為逄国改名為北齐国。甲骨文有“癸巳卜貞，王旬亡禍，在二月，在齊師。惟王來征夷方”、“庚寅卜，在齊師”。郭沫若認為這裡的齊，就是北齊國。是商朝舊國，周朝時已經滅亡，周朝別立新國，名字還是齊國。北齊國的地望應該是今山東省淄博市臨淄區。《戰國策·秦策五》稱呂尚是“齊之逐夫”，這裡的齊就是商朝的北齊國。